# Graham Smith (violinista)
Graham Smith (Londra, 29 giugno 1947) è un violinista britannico conosciuto per la sua attività con i gruppi di rock progressivo Greenslade e Van der Graaf Generator, nonché per la ricorrente presenza nel gruppo di folk rock scozzese String Driven Thing e per la sua carriera solista.

## Biografia
Nato a Londra, inizia fin da bambino ad appassionarsi del violino, strumento con il quale si esibirà sin dall'età di 15 anni. Dopo aver militato in alcune piccole band, nel 1974 collabora con i Greenslade, band fondata da Dave Greenslade, fuoriuscito dai Colosseum. In seguito allo scioglimento di questa band, avvenuto nel 1976, entrerà nei Van Der Graaf Generator, tra le più note band sulla scena rock progressivo mondiale.
Vi resterà soltanto per due anni, poiché nel 1978, a causa del mancato supporto delle case discografiche e di difficoltà finanziarie, la band si scioglierà.
Inizierà così l'attività solista, incidendo l'album Með Töfraboga, nel 1981.

## Discografia

### Solista
- 1981 - Með Töfraboga
- 1982 - Þá Og Nú
- 1983 - Kalinka
- 1985 - Það vorar
- 2008 - Arrival of Spring

### Con i Greenslade
- 1974 - Spyglass Guest

### Con i Van Der Graaf Generator
- 1977 - The Quiet Zone/The Pleasure Dome
- 1978 - Vital